# 西条町吉行
西条町吉行（さいじょうちょうよしゆき）は、広島県東広島市の大字。郵便番号は739-0002。当地域の人口は1,836人（2024年3月末現在、住民基本台帳による。東広島市調べ。）。住居表示未実施である。

## 地理
東広島市の中央部に広がる西条盆地の東部に位置する。

### 河川
- 中川（黒瀬川水系）[6]

## 歴史

### 沿革
- 1889年（明治22年）4月1日 - 町村制の施行により、広島県賀茂郡に属する吉行村、土与丸村、助実村が合併して村制施行し、吉土実村が発足[7][8]。吉行は吉土実村の大字となる[7]。
- 1939年（昭和14年）7月1日 - 賀茂郡に属する西条町、寺西村、下見村、御薗宇村、吉土実村が合併し新たに西条町が発足[9][10]。吉行は西条町の大字となる[9]。
- 1974年（昭和49年）4月20日 - 賀茂郡に属する西条町、八本松町、志和町、高屋町が合併して市制施行し、東広島市が発足[1][11]。吉行は「西条町」を冠称して東広島市の大字となる[1]。
- 2004年（平成16年）3月1日 - 町域の一部が西条吉行東として分離され、住居表示が実施される[12]。

## 交通

### 鉄道
JR山陽本線の線路が通っているが、地区内に駅は存在しない。最寄りの鉄道駅はJR西条駅である。

### バス
芸陽バスの吉行バス停、河尻バス停、東広島記念病院前バス停がある。
- 豊栄 - 西条線：豊栄・上戸野・造賀小学校前方面 - 河尻 - 吉行 - 西条駅前方面
- 豊栄 - 高美が丘 - 西条線：豊栄・上戸野・造賀小学校前・近畿大学・高美が丘・西高屋駅方面 - 河尻 - 吉行 - 西条駅前方面
- 白市線：白市駅・西高屋駅方面 - 河尻 - 吉行 - 西条駅前方面
- 安芸津 - 西条・近畿大学線：近畿大学・西高屋駅方面 - 河尻 - 吉行 - 西条駅前・東広島駅・安芸津駅方面
- 高美が丘・近畿大学 - 西条駅前線：西高屋駅・高美が丘・近畿大学方面 - 東広島記念病院前 - 西条駅前方面

### 道路
- 山陽自動車道 - 西条IC
- 国道375号

## 学校区
市立小・中学校に通う場合、学区は以下のようになる。
東西条小学校→松賀中学校

## 面積
2020年時点での面積は3.049572464km2である。

## 世帯数・人口
2024年9月末での世帯数は841世帯、人口は1835人である。